# Robert Maynard, Jr.
Robert Maynard es un empresario estadounidense nacido en 1962. Además de varias empresas más pequeñas, Maynard es cofundador de LifeLock, Internet America y SurchX. Internet America y LifeLock se lanzaron al mercado y luego se vendieron con grandes ganancias. En 2020, Interpaids compró SurchX, su empresa más reciente.
A pesar de su juventud marcada por diversos síntomas de enfermedad, a Maynard no se le diagnosticó trastorno bipolar hasta el año 2001, cuando ya había sido el creador de Internet America, una empresa que se lanzó al mercado en 1998. Luego fundó Lifelock con Todd Davis en 2005, pero en 2007 renunció debido a problemas con su salud. En 2008, se trasladó a Hawái y estableció Kandoo, un negocio de deportes acuáticos.
Maynard, ahora director de marketing de eSure.ai, una empresa de ciberseguridad que busca modernizar la industria de los antivirus, también habla y escribe regularmente sobre cómo es vivir con trastorno bipolar. Su libro electrónico, 1 F*ckedUpDude, se convirtió instantáneamente en un éxito de ventas en la plataforma Amazon.

## Primeros años
Maynard nació en Phoenix, Arizona, en 1962. Se unió al Cuerpo de Marines de los Estados Unidos en 1981 y sirvió allí hasta 1985. Después, fue ascendido a la posición de segundo teniente en la reserva del Ejército de los Estados Unidos. Durante nueve años, fue oficial del 12.º Grupo de Fuerzas Especiales del Ejército.
Asistió a la Universidad del Norte de Arizona desde 1985 hasta 1987, donde se graduó en cinco semestres con honores que incluyeron el Premio The Wall Street Journal, Académico Militar Distinguido, inducción a Beta Gamma Sigma y una nominación para la Beca Truman por excelencia en liderazgo y en lo académico.

## Carrera
A finales de la década de 1990, Maynard creó Internet America, un ISP que fundó desde su casa y con la cual tuvo mucho éxito. En tan solo cuatro años, la empresa había crecido hasta contar con más de 145 000 clientes.
Poco después de dejar Internet America, Maynard fundó Dotsafe. Se convirtió en proveedor de filtrado de Internet para educación y descubrió múltiples depredadores en línea. La empresa finalmente cerró en 2001 después de que estalló la burbuja de las punto com, lo que provocó que Maynard enfermara y fuera diagnosticado con trastorno bipolar. Tras ser diagnosticado, Maynard se convirtió en cofundador de LifeLock en 2005, junto con Todd Davis. LifeLock se especializa en protección contra robo de identidad. El sistema creado por Maynard y Davis tenía como objetivo detectar acciones fraudulentas para una variedad de servicios financieros. Durante los dos años siguientes, la empresa se expandió rápidamente y muchos la reconocieron como una empresa enfocada en el futuro.
Debido a la publicidad adversa anterior, Maynard decidió renunciar a su puesto en LifeLock mientras se preparaba para la oferta pública inicial. Tras su dimisión, se informó que la terapia electroconvulsiva había afectado su memoria del incidente de su pasado que llevó a su dimisión y a su afirmación de que no recordaba el incidente. Se mudó con su familia a Oahu, Hawái, donde inició un negocio de deportes acuáticos llamado Kandoo. La empresa cerró varios meses después debido a problemas financieros.
Maynard también registró el sitio web iValidate.me, que pensó que podría convertirse en una oficina de crédito directa al consumidor en línea cuando se lanzara por completo (según el perfil de LinkedIn de Maynard).
En cambio, reunió a un equipo de amigos y ex empleados a su alrededor y fundó SurchX en Phoenix. SurchX es una empresa SaaS empresarial que nivela el campo de juego para los comerciantes frente a los jugadores más grandes al permitirles recuperar las tarifas de procesamiento de sus tarjetas de crédito mediante recargos, que ahora son legales en 44 estados. SurchX se vendió a Interpaids en 2020.

## Vida personal
A finales de la década de 1990, mientras era director ejecutivo de Dotsafe, Maynard comenzó a sufrir una enfermedad aún no diagnosticada que afectó su trabajo. Maynard ha dicho en su sitio web que la condición afectó todos los aspectos de su vida e incluso lo llevó al divorcio. Después de que Dotsafe cerrara durante la crisis de las puntocom en 2001, Maynard buscó más consejo médico sobre su condición y finalmente le diagnosticaron trastorno bipolar.
Maynard ha sido un defensor de los pacientes con trastorno bipolar desde entonces. Su trastorno fue un factor importante para que abandonara LifeLock. En un esfuerzo por buscar una cura, se sometió a terapia electroconvulsiva. Maynard afirmó que esta terapia era la razón principal de muchas de sus declaraciones confusas sobre su pasado, ya que el tratamiento afectó su memoria.
Maynard sigue siendo orador y escritor sobre el trastorno bipolar.